# نورکوژا کایپانوف
نورکوژا کایپانوف (به انگلیسی: Nurkozha Kaipanov؛ زادهٔ ۲۱ ژوئن ۱۹۹۸) یک کشتی‌گیر آزادکار اهل قزاقستان است.
از افتخارات وی می‌توان به کسب مدال طلا مسابقات قهرمانی کشتی جهان ۲۰۲۴ و مدال نقره مسابقات قهرمانی کشتی جهان ۲۰۱۹ اشاره کرد.

## فعالیت حرفه‌ای

### قهرمانی کشتی جهان ۲۰۱۹
کایپانوف در وزن ۷۰ کیلوگرم کشتی آزاد مسابقات قهرمانی کشتی جهان ۲۰۱۹ نورسلطان حاضر بود که جوشوا ریلی از استرالیا، نیکلای کوجوکارو از انگلستان و یونس امامی از ایران را شکست داد و به فینال رسید. وی در دیدار نهایی یه دیوید بائف از روسیه باخت و به مدال نقره وزن ۷۰ کیلوگرم رسید.

### قهرمانی کشتی جهان ۲۰۲۴
کایپانوف در وزن ۷۰ کیلوگرم کشتی آزاد قهرمانی کشتی جهان ۲۰۲۴ تیرانا شرکت کرد، او در این مسابقات میچ فاینسیلور از اسرائیل، نیکولای گراهمز از مولداوی، آکاکی کمرتلیدزه از گرجستان و عبدالمجید کودیف از تاجیکستان را شکست داد و به فینال رسید. وی در فینال یوشینوسوکه آئویاگی از ژاپن را شکست داد و مدال طلا را بدست آورد.